# جان لامونتین
جان لامونتین (انگلیسی: John Lamontagne؛ زادهٔ ۱۹۷۰) ژنرال نیروی هوایی ایالات متحده آمریکا است، که از سپتامبر ۲۰۲۴ فرماندهی تحرک هوایی را برعهده دارد.
لامونتین فعالیت نظامی را از سال ۱۹۹۲ در نیروی هوایی آمریکا آغاز کرد، از ۲۰۱۴ تا ۲۰۱۶ فرمانده بال ۴۳۷ هوایی بود، از ۲۰۱۸ تا ۲۰۱۹ فرماندهی مرکز ۶۱۸ عملیات هوایی را برعهده داشت و در فاصله سال‌های ۲۰۱۹ تا ۲۰۲۱ به‌عنوان معاون سیاسی – نظامی ستاد مشترک نیروهای مسلح ایالات متحده آمریکا فعالیت می‌کرد. وی از ۲۰۲۱ تا ۲۰۲۲ ریاست ستاد فرماندهی اروپایی ایالات متحده آمریکا را برعهده داشت و از ۲۰۲۲ تا ۲۰۲۴ جانشین فرمانده نیروهای هوایی ایالات متحده آمریکا در اروپا و آفریقا بود.